# Потаса (Гросето)
Потаса (итал. Potassa) је насеље у Италији у округу Гросето, региону Тоскана.
Према процени из 2011. у насељу је живело 208 становника. Насеље се налази на надморској висини од 74 м.